# Фриняно
Фриня̀но (на италиански: Frignano) е градче и община в Южна Италия, провинция Казерта, регион Кампания. Разположено е на 162 m надморска височина. Населението на общината е 8659 души (към 2010 г.).